# Chinatown

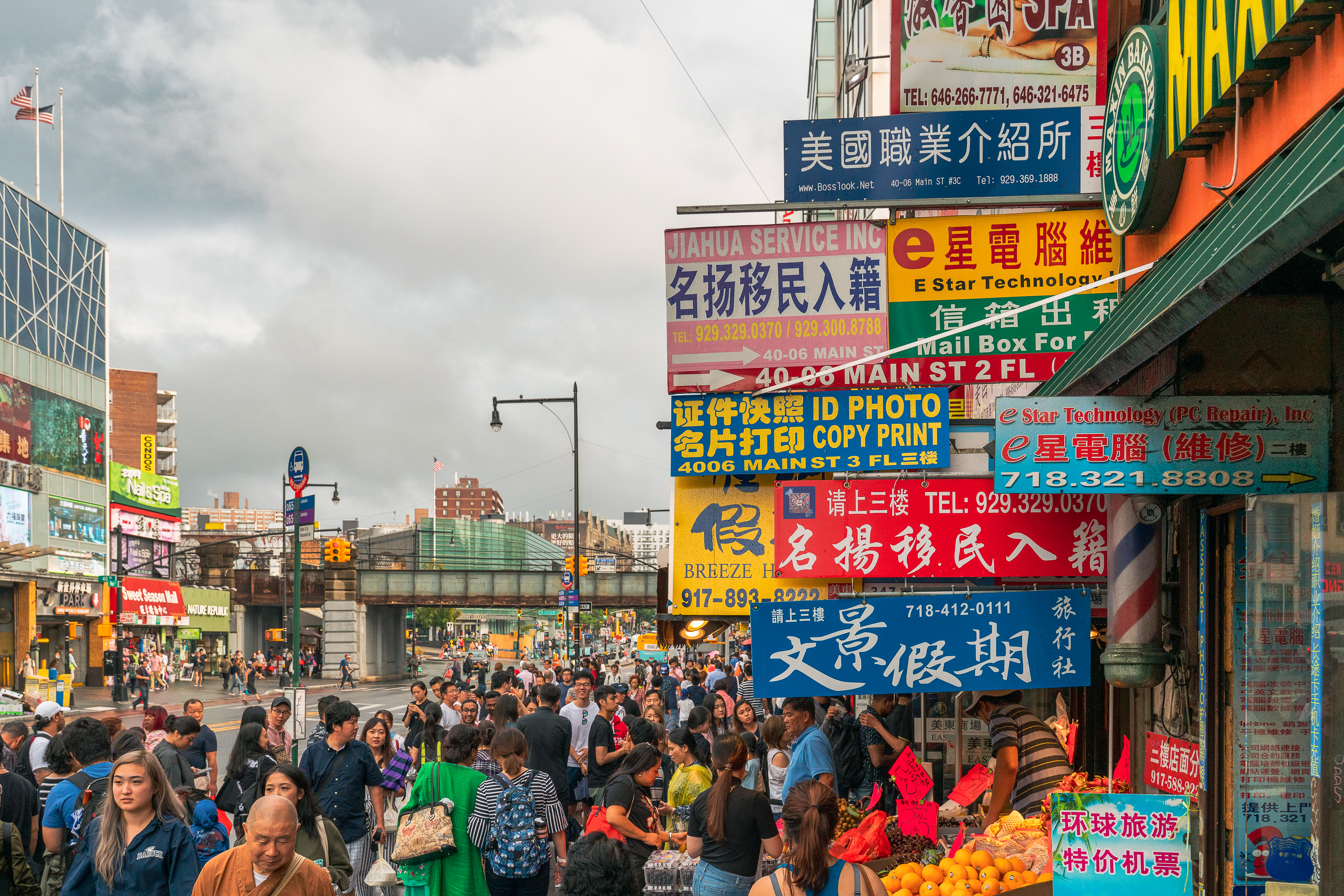
L'affollato incrocio tra Main Street e Roosevelt Avenue nella Chinatown di Flushing, nel Queens a New York

Una Chinatown (inglese per "cittadina cinese") in molte grandi città del mondo al di fuori della Cina, è un quartiere particolare dove è insediata una comunità cinese. Le Chinatown sono molto comuni in Canada, Stati Uniti, Australia, America Latina, Asia orientale e Sud-est asiatico; in misura minore anche in Europa, ma anche in Nord Africa e in Sud Africa
Al giorno d'oggi molte Chinatown, con le insegne in lingua cinese, i ristoranti cinesi e i costumi tipicamente cinesi, e che quindi differiscono dal resto della città, sono considerate poli di attrazione commerciale e turistica dei centri in cui sono situate.
Alcune Chinatown sono molto antiche, come quella di Yaowarat a Bangkok e quella di Nagasaki in Giappone, fondate all'inizio dell'Ottocento da mercanti cinesi. La Chinatown di Melbourne è la più ininterrotta al di fuori dell'Asia, fondata nel 1854; la Chinatown di San Francisco è più antica, fondata per la prima volta ai tempi della Corsa all'oro, ma fu distrutta poi da un terremoto e ricostruita.
Altre Chinatown sono molto recenti, come quella di Las Vegas fondata solo negli anni novanta.

## Definizione
L'Oxford Dictionaries definisce "Chinatown" come "... un distretto di qualsiasi cittadina non asiatica, in particolare una città o un porto marittimo, in cui la popolazione è prevalentemente di origine cinese". Tuttavia, alcune Chinatown potrebbero avere poco a che fare con la Cina. Alcune enclave "vietnamite" sono in realtà la "seconda Chinatown" di una città, e alcune Chinatown sono in realtà panasiatiche, il che significa che potrebbero anche essere considerate Koreatown o Little India. Un esempio include Asiatown a Cleveland. Inizialmente era chiamata Chinatown, ma in seguito fu rinominata a causa dell'afflusso di asioamericani non cinesi che vi aprirono attività commerciali. Oggi il distretto funge da fattore unificante per le comunità cinese, taiwanese, coreana, giapponese, filippina, indiana, vietnamita, cambogiana, laotiana, nepalese e thailandese di Cleveland.
Ulteriori ambiguità con il termine possono includere gli ethnoburb cinesi che per definizione sono "... gruppi etnici suburbani di aree residenziali e distretti commerciali in grandi aree metropolitane". Un articolo sul New York Times confonde ulteriormente la linea categorizzando Chinatown molto diverse come Chinatown (quartiere di Manhattan), che esiste in un contesto urbano come "tradizionale"; Chinatown di Monterey Park, che esiste in un contesto "suburbano" (ed etichettata come tale); e Chinatown di Austin, in Texas, che è in sostanza un centro commerciale "fabbricato" a tema cinese. Ciò contrasta con definizioni più ristrette, in cui il termine descriveva solo Chinatown in un contesto urbano.

## Storia
Centri commerciali popolati prevalentemente da uomini cinesi e dalle loro spose native esistono da tempo in tutto il Sud-est asiatico. L'emigrazione dalla Cina verso altre parti del mondo accelerò negli anni '60 del XIX secolo con la firma della Convenzione di Pechino (1860), che aprì i confini della Cina alla libera circolazione. I primi emigranti provenivano principalmente dalle province costiere del Guangdong (Canton, Kwangtung) e del Fujian (Fukien, Hokkien) nella Cina sud-orientale, dove la gente generalmente parla Toishanese, Cantonese, Hakka, Teochew (Chiuchow) e Hokkien. Tra la fine del XIX e l'inizio del XX secolo, una quantità significativa di emigrazione cinese verso il Nord America proveniva da quattro contee chiamate Sze Yup, situate a ovest del Delta del Fiume delle Perle nella provincia del Guangdong, rendendo il Toishanese una varietà dominante della lingua cinese parlata nelle Chinatown in Canada e negli Stati Uniti.
Con il miglioramento delle condizioni in Cina negli ultimi decenni, molte Chinatown hanno perso la loro missione iniziale, che era quella di fornire un luogo di transizione verso una nuova cultura. Con il rallentamento della migrazione netta verso di esse, le Chinatown più piccole sono lentamente decadute, spesso al punto da diventare puramente storiche e non fungere più da enclave etniche.

## In Europa
In Europa esistono Chinatown molto sviluppate a Milano, Prato, Liverpool, Londra, Parigi, Dublino, abbastanza sviluppate anche a Düsseldorf e Bucarest; esistono quartieri cinesi anche in altre città in Europa ma di minor impatto demografico ed urbano.

## In Asia

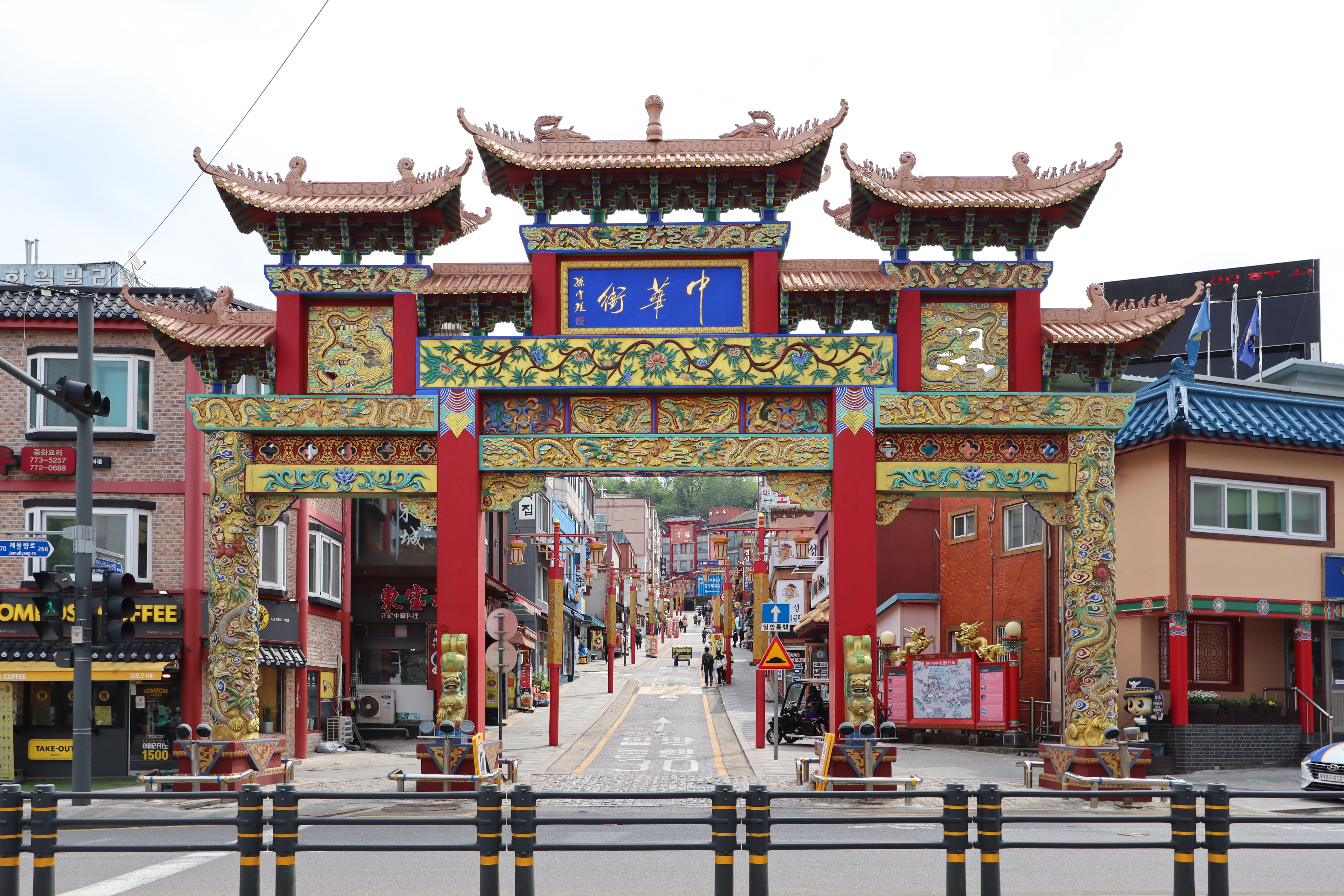
La porta della Chinatown di Incheon, Corea del Sud.

Nelle Filippine spagnole, dove si trovano le più antiche Chinatown sopravvissute, il distretto in cui i migranti cinesi (sangleyes) erano tenuti a vivere è chiamato parián, che in origine era un mercato per beni commerciali. La maggior parte di essi fu fondata alla fine del XVI secolo e divenne insediamenti di migranti cinesi a causa della prima politica coloniale spagnola di segregazione etnica. C'erano numerosi parián in tutte le Filippine in varie località, i cui nomi sopravvivono ancora nei nomi moderni dei distretti. Questo include il Parián de Arroceros di Intramuros, Manila (che alla fine fu spostato più volte, finendo a Binondo). Il termine fu portato anche in America Latina dai migranti filippini. Il mercato centrale di Città del Messico (ora parte di Zócalo) che vendeva merci importate dai galeoni di Manila nel XVIII e all'inizio del XIX secolo era chiamato "Parián de Manila" (o semplicemente "Parián").
Lungo le aree costiere del Sud-est asiatico, diversi insediamenti cinesi esistevano già nel XVI secolo, secondo i resoconti di viaggio di Zheng He e Tomé Pires. Melaka, durante il periodo coloniale portoghese, ad esempio, aveva una numerosa popolazione cinese nella regione di Campo China. Si stabilirono nelle città portuali con l'approvazione delle autorità per il commercio. Dopo che le potenze coloniali europee conquistarono e governarono le città portuali nel XVI secolo, i cinesi sostennero i commercianti e i coloni europei e crearono insediamenti autonomi.
Diverse Chinatown asiatiche, sebbene non ancora chiamate con quel nome, hanno una lunga storia. Quelle di Nagasaki, Kobe, Kuwana e Yokohama, in Giappone, Binondo a Manila, Hoi An e Bao Vinh nel Vietnam centrale esistevano tutte nel 1600. Glodok, il quartiere cinese di Giacarta, in Indonesia, risale al 1740.
La presenza cinese in India risale al V secolo d.C., con il primo colono cinese registrato a Calcutta chiamato Young Atchew intorno al 1780. Le prime Chinatown apparvero nelle città indiane di Calcutta, Mumbai e Chennai.
La Chinatown centrata su Yaowarat Road a Bangkok, in Thailandia, fu fondata nello stesso periodo della città stessa, nel 1782.

## In Russia
Millionka era il vecchio quartiere cinese di Vladivostok. Sviluppatosi sul finire dell'Ottocento e situato a nord della stazione ferroviaria della città e accanto al porto, Millionka era un quartiere densamente occupato da edifici a tre piani con cortili segreti. Un tempo noto come la Chinatown di Vladivostok, il quartiere ospitava circa 50.000 residenti cinesi, fino a quando Iosif Stalin non chiese che venisse sgomberato nel 1936. In epoca moderna, come importante sito del patrimonio culturale della città, si è trasformato nel centro della moda e della vita dei caffè di Vladivostok.

## Negli Stati Uniti

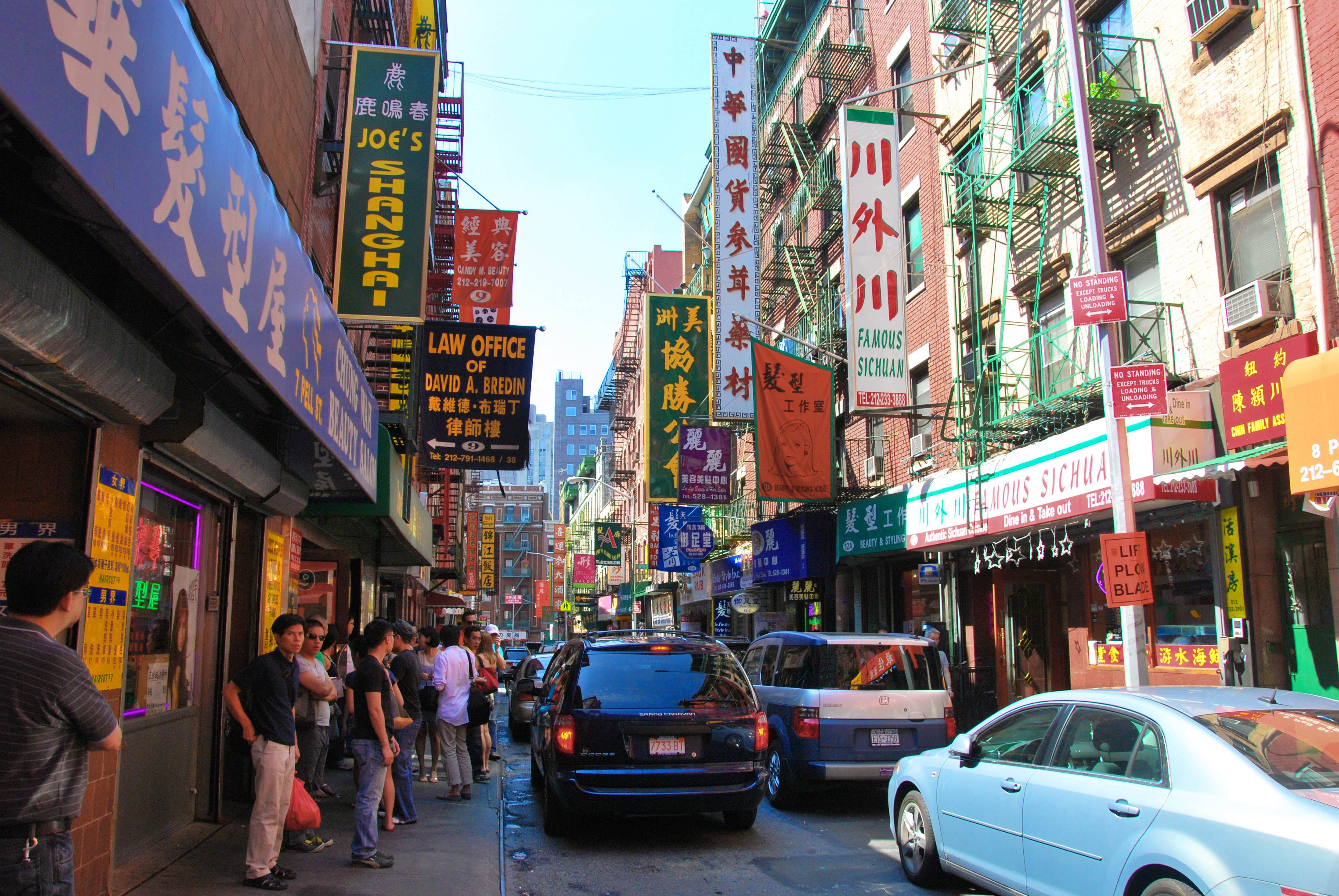
La Chinatown di Manhattan

La Chinatown di San Francisco è una delle più grandi del Nord America e la più antica a nord del Messico. Fungeva da porto d'ingresso per i primi immigrati cinesi dagli anni '50 del XIX secolo agli anni '90. L'area era l'unica regione geografica assegnata dal governo cittadino e dai proprietari privati che consentiva ai cinesi di ereditare e abitare abitazioni all'interno della città. Molti cinesi lavorarono per grandi aziende che erano in cerca di una fonte di manodopera, il più famoso dei quali era parte della Central Pacific sulla Transcontinental Railroad. Da quando iniziò a Omaha, quella città ebbe una notevole Chinatown per quasi un secolo. Altre città del Nord America dove le Chinatown furono fondate a metà del diciannovesimo secolo includono quasi tutti i principali insediamenti lungo la costa occidentale da San Diego a Victoria. Altri immigrati lavorarono come minatori o cercatori indipendenti sperando di arricchirsi durante la corsa all'oro del 1849.
Le opportunità economiche spinsero la costruzione di ulteriori Chinatown negli Stati Uniti. Le prime Chinatown furono costruite negli Stati Uniti occidentali in stati come California, Oregon, Washington, Idaho, Utah, Colorado e Arizona. Con la costruzione della ferrovia transcontinentale, iniziarono ad apparire più Chinatown in città ferroviarie come St. Louis, Chicago, Cincinnati, Pittsburgh e Butte, nel Montana. Successivamente, Chinatown emersero in molte città della costa orientale, tra cui New York City, Boston, Philadelphia, Providence e Baltimora. Con l'approvazione del Proclama di Emancipazione, molti stati del sud come Arkansas, Louisiana e Georgia iniziarono ad assumere cinesi per lavorare al posto degli schiavi.
La storia delle Chinatown non è sempre stata pacifica, soprattutto quando sono emerse controversie sindacali. Le tensioni razziali divamparono quando i lavoratori cinesi sottopagati sostituirono i minatori bianchi in molte Chinatown delle zone montane, come nel Wyoming con il massacro di Rock Springs. Molte di queste Chinatown di frontiera si estinsero con l'aumento del razzismo americano e l'approvazione del Chinese Exclusion Act.

### Dagli anni '70 a oggi
Alla fine degli anni '70, i rifugiati e gli esuli della guerra del Vietnam giocarono un ruolo significativo nella riqualificazione delle Chinatown nei paesi occidentali sviluppati. Di conseguenza, molte Chinatown esistenti sono diventate quartieri commerciali e residenziali panasiatici. Al contrario, in passato la maggior parte delle Chinatown era abitata in gran parte da cinesi provenienti dalla Cina sud-orientale.
Nel 2001, gli eventi dell'11 settembre provocarono una migrazione di massa di circa 14.000 lavoratori cinesi dalla Chinatown di Manhattan a Montville, nel Connecticut, a causa del declino dell'industria tessile. I lavoratori cinesi si trasferirono nei casinò, spinti dallo sviluppo del casinò Mohegan Sun.
Nel 2012, la Chinatown di Tijuana si è formata grazie alla disponibilità di voli diretti per la Cina. Il distretto di La Mesa a Tijuana era in precedenza una piccola enclave, ma è triplicato di dimensioni grazie ai voli diretti per Shanghai. La sua popolazione di etnia cinese è aumentata da 5.000 abitanti nel 2009 a circa 15.000 nel 2012, superando la Chinatown di Mexicali come la più grande enclave cinese in Messico.
L'area metropolitana di New York, composta da New York City, Long Island e aree limitrofe all'interno degli stati di New York, New Jersey, Connecticut e Pennsylvania, ospita la più grande popolazione sino-americana di qualsiasi area metropolitana all'interno degli Stati Uniti e la più grande popolazione cinese al di fuori della Cina, con una stima di 893.697 nel 2017, e includendo almeno 12 Chinatown, di cui 9 nella sola New York City. L'immigrazione costante dalla Cina continentale, sia legale che illegale, ha alimentato la crescita della popolazione sino-americana nell'area metropolitana di New York. Lo status di New York come città globale alfa, il suo esteso sistema di trasporto di massa e l'enorme mercato economico dell'area metropolitana di New York sono tra le tante ragioni per cui rimane un importante hub di immigrazione internazionale. La Chinatown di Manhattan contiene la più grande concentrazione di cinesi etnici nell'emisfero occidentale, e la Chinatown di Flushing nel Queens è diventata la più grande Chinatown del mondo.
La pandemia di COVID-19 ha avuto un impatto negativo sul turismo e sugli affari di Chinatown a San Francisco e Chinatown a Chicago, così come in altre parti del mondo.

## In Canada
Le Chinatown in Canada generalmente esistono nelle grandi città di Vancouver, Ottawa, Calgary, Edmonton, Toronto e Montréal, e sono esistite in alcune città più piccole nel corso della storia del Canada. Prima del 1900, quasi tutti i cinesi si trovavano nella Columbia Britannica, ma in seguito si sono diffuse in tutto il Canada. Dal 1923 al 1967, l'immigrazione dalla Cina è stata sospesa a causa delle leggi di esclusione. Nel 1997, la cessione di Hong Kong alla Cina ha costretto molta della popolazione di quelle zone a fuggire in Canada a causa delle incertezze che si erano create. Tra il 1881 e il 1884, oltre 17.000 immigrati cinesi arrivarono in Canada per costruire la Canadian Pacific Railway e in seguito per mantenerla.

## In Australia

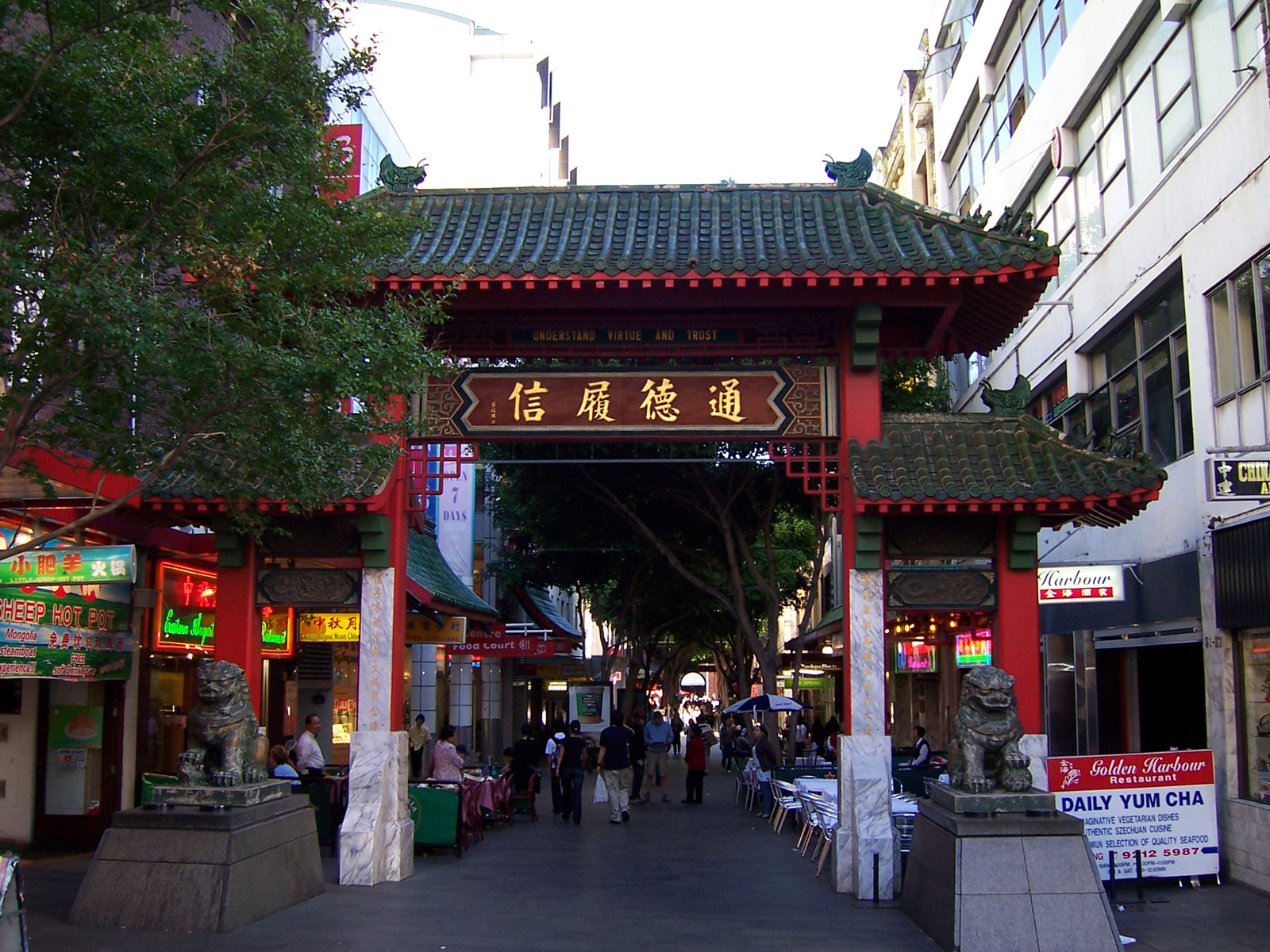
Paifang nella Chinatown di Sydney

In Australia, la corsa all'oro di Victoria, iniziata nel 1851, attirò cercatori d'oro cinesi dall'area del Guangdong. Una comunità iniziò a formarsi all'estremità orientale di Little Bourke Street, a Melbourne, verso la metà degli anni '50 dell'Ottocento; la zona è ancora oggi il centro della Chinatown di Melbourne, il che la rende la più antica Chinatown occupata ininterrottamente in una città occidentale (da quando quella di San Francisco fu distrutta e ricostruita). Espandendosi gradualmente, raggiunse l'apice all'inizio del XX secolo, con attività commerciali cinesi, principalmente laboratori di mobili, che occupavano un'ampia area della città, sovrapponendosi all'adiacente quartiere a luci rosse di "Little Lon". Con l'immigrazione limitata, si ridusse di nuovo, diventando una striscia di ristoranti cinesi alla fine degli anni '70, quando fu celebrata con archi decorativi. Tuttavia, con un successivo enorme afflusso di studenti dalla Cina continentale, ora è il centro di un'area molto più ampia di agenzie di viaggio, ristoranti e negozi di alimentari. La corsa all'oro australiana vide anche lo sviluppo di una Chinatown a Sydney, inizialmente attorno a The Rocks, vicino ai moli, ma si spostò due volte, prima nel 1890 sul lato est dell'area di Haymarket, vicino ai nuovi mercati, poi nel 1920 concentrandosi sul lato ovest. Oggi, la Chinatown di Sydney è centrata su Dixon Street.

## In Africa
Ci sono tre Chinatown degne di nota in Africa, situate nelle nazioni costiere africane di Madagascar, Mauritius e Sudafrica. Quest'ultimo ha la Chinatown più grande e la più numerosa popolazione cinese di qualsiasi altro paese africano e rimane una destinazione popolare per gli immigrati cinesi che arrivano in Africa. Derrick Avenue a Cyrildene, Johannesburg, ospita la Chinatown più grande del Sudafrica.

## In America Latina
Le Chinatown in America Latina (in spagnolo: barrios chinos, singolare barrio chino/in portoghese: bairros chineses, singolare bairro chinês) si svilupparono con l'aumento dell'immigrazione cinese nel XIX secolo in vari paesi dell'America Latina come lavoratori a contratto (cioè servitù debitoria) nei settori agricolo e della pesca. La maggior parte proveniva dalla provincia del Guangdong. Dagli anni '70, i nuovi arrivati provenivano in genere da Hong Kong, Macao e Taiwan. Le Chinatown latinoamericane possono includere i discendenti dei migranti originali (spesso di origine mista cinese e latina) e immigrati più recenti dall'Asia orientale. La maggior parte dei latinoamericani asiatici è di origine cantonese e hakka.

## Associazioni benefiche e commerciali

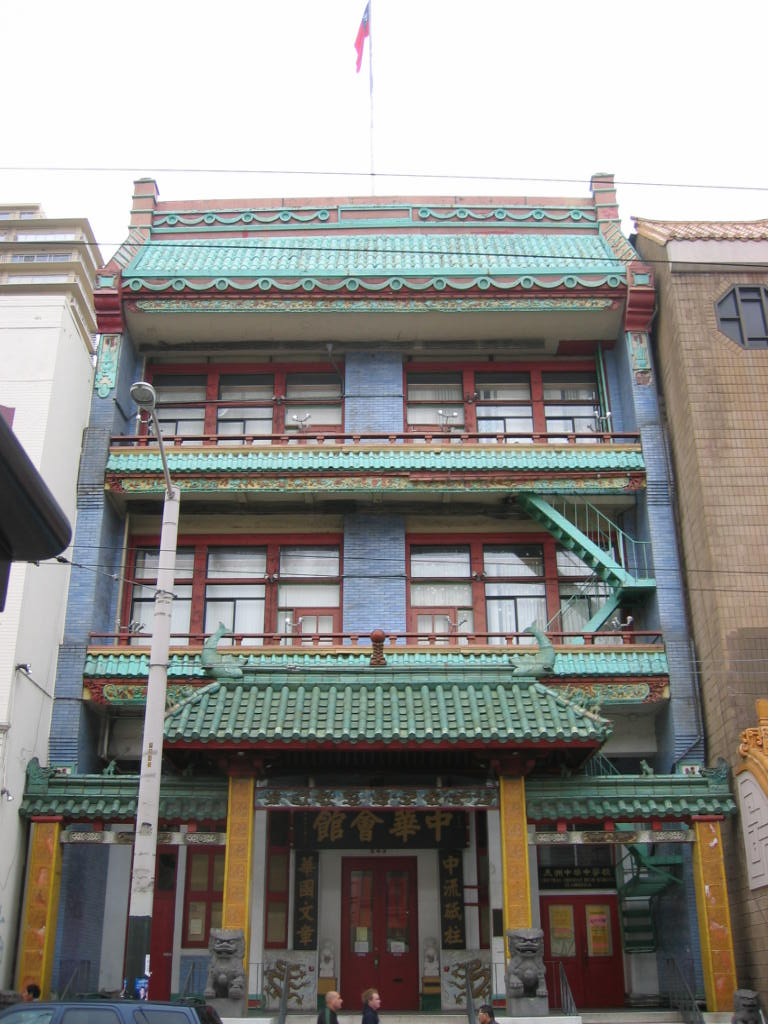
Sede centrale della Chinese Consolidated Benevolent Association a Chinatown, San Francisco

Una componente di molte Chinatown è l'associazione di beneficenza familiare, che fornisce un certo grado di assistenza agli immigrati. Queste associazioni generalmente forniscono supporto sociale, servizi religiosi, indennità di morte (i nomi dei membri in cinese sono generalmente incisi su targhe e affissi sui muri), pasti e attività ricreative per i cinesi etnici, in particolare per i migranti cinesi più anziani. L'appartenenza a queste associazioni può essere basata sulla condivisione di un cognome cinese comune o sull'appartenenza a un clan comune, a un dialetto cinese parlato, a un villaggio, una regione o un paese di origine specifici, e così via. Molte dispongono di strutture proprie.
Alcuni esempi includono la Chinese Consolidated Benevolent Association (中華總會館 Zhōnghuá Zǒng Huìguǎn) di San Francisco, nota anche come Chinese Six Companies, e la Southern California Teochew Association di Los Angeles. La Chinese Consolidated Benevolent Association è tra i più grandi gruppi ombrello di associazioni benefiche del Nord America, con sedi in diverse Chinatown.
La London Chinatown Chinese Association è attiva a Chinatown (quartiere di Londra). Il Quartier Asiatique ha un'istituzione nell'Association des Résidents en France d'origine indochinoise, che si occupa degli immigrati cinesi d'oltremare a Parigi, nati nell'ex Indocina francese.
Tradizionalmente, le associazioni con sede a Chinatown sono state anche collegate agli interessi commerciali di etnia cinese, come le associazioni di ristoranti, supermercati e lavanderie (antiquate) nelle Chinatown del Nord America. Nella Chinatown di Chicago, era attiva la On Leong Merchants Association.

## Nella cultura popolare
Le Chinatown sono state rappresentate in vari film, tra cui Il circolo della fortuna e della felicità, Grosso guaio a Chinatown, L'anno del dragone, Fiori di loto, La signora di Shanghai e Chinatown.
Le Chinatown sono state menzionate anche nelle canzoni "Queen of Chinatown" di Amanda Lear e "Kung Fu Fighting" di Carl Douglas.
L'attore e artista marziale Bruce Lee è noto per essere nato nella Chinatown di San Francisco.
In alcuni videogiochi come Chinatown Detective Agency (sviluppato nel 2022 da General Interactive Co.) e Participatory Chinatown (progettato nel 2010 dall'Engagement Game Lab presso l'Emerson College) le ambientazioni sono le Chinatown.